# Musa'id
Musa'id (em árabe: Musa'id) é uma cidade da Líbia, localizada no distrito de Butnane.